# Coupe des Pays-Bas de football 1975-1976
Navigation
Édition précédente Édition suivante
La Coupe des Pays-Bas de football 1975-1976, nommée la KNVB beker, est la 58e édition de la Coupe des Pays-Bas. La finale se joue le 7 avril 1976 au stade Feijenoord à Rotterdam.
Le club vainqueur de la coupe est qualifié pour la Coupe d'Europe des vainqueurs de coupe de football 1976-1977.

## Finale
Après le temps règlementaire le PSV Eindhoven et le Roda JC sont à égalité 0 à 0. Lors de la prolongation Ralf Edström marque à la 103e minute l'unique but du match et offre le troisième titre au PSV Eindhoven qui réalise ainsi le doublé coupe-championnat cette saison.
Roda JC se qualifie pour la Coupe d'Europe des vainqueurs de coupe de football 1976-1977 en tant que finaliste perdant.